# Kugalepa laht
Kugalepa laht är en vik vid ön Ösels nordvästra kust mot Östersjön i Estland. Den ligger i Ösels kommun och landskapet Saaremaa (Ösel). I vikens inre del ligger byn Kugalepa. Den avgränsas i öster av halvön Ninase poolsaar.